# Théâtre Solís
Pour les articles homonymes, voir Solis.
Le théâtre Solís (en espagnol : Teatro Solís) est un célèbre théâtre situé dans la Vieille ville de Montevideo, consacré à l'art dramatique et à la musique classique.  
Inauguré en 1856, il est considéré comme le plus vieux théâtre d'Amérique du Sud.

## Histoire
Le 25 juin 1840 se forme à Montevideo l'Empresa para un Nuevo Teatro en Montevideo (Entreprise pour un nouveau théâtre à Montevideo), une société d'actionnaires dédiée à la d'un grand théâtre, à l'initiative de Juan Miguel Martínez, Antonio Rius, puis Vicente Vázquez, Luis Lamas, Juan Benito Blanco, Ramón de Artagaveitía et Manuel Herrera y Obes. Ils font partie de la Commission Directive d'une société qui regroupe 156 chefs d'entreprise. 
Les travaux commencent en 1842, 17 ans après l'indépendance de l'Uruguay, et se terminent en 1856.
Plusieurs noms sont proposés pour le baptiser à son ouverture : Teatro de la Empresa (en français : théâtre de l'Entreprise), Teatro de la Paz (théâtre de la Paix), del Sol (du Soleil), de la Concordia (de la Concorde), de la Armonía (de l'Harmonie), Constancia (de la Constance), de Mayo (de Mai), de la Libertad (de la Liberté), Teatro Republicano (théâtre Républicain), mais c'est finalement le nom de Solís, en hommage au navigateur espagnol Juan Díaz de Solís, premier explorateur européen à parvenir au río de la Plata, qui emporte les votes de la commission.
Le théâtre est restauré durant les années 2003-2004 par l'architecte uruguayenne Eneida de León.

## Galerie

Le théâtre Solís de Montevideo
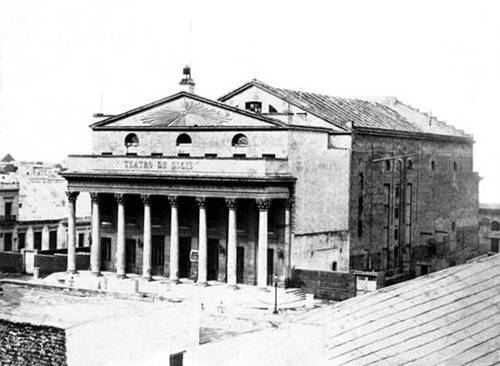
Vue du théâtre à ses débuts.
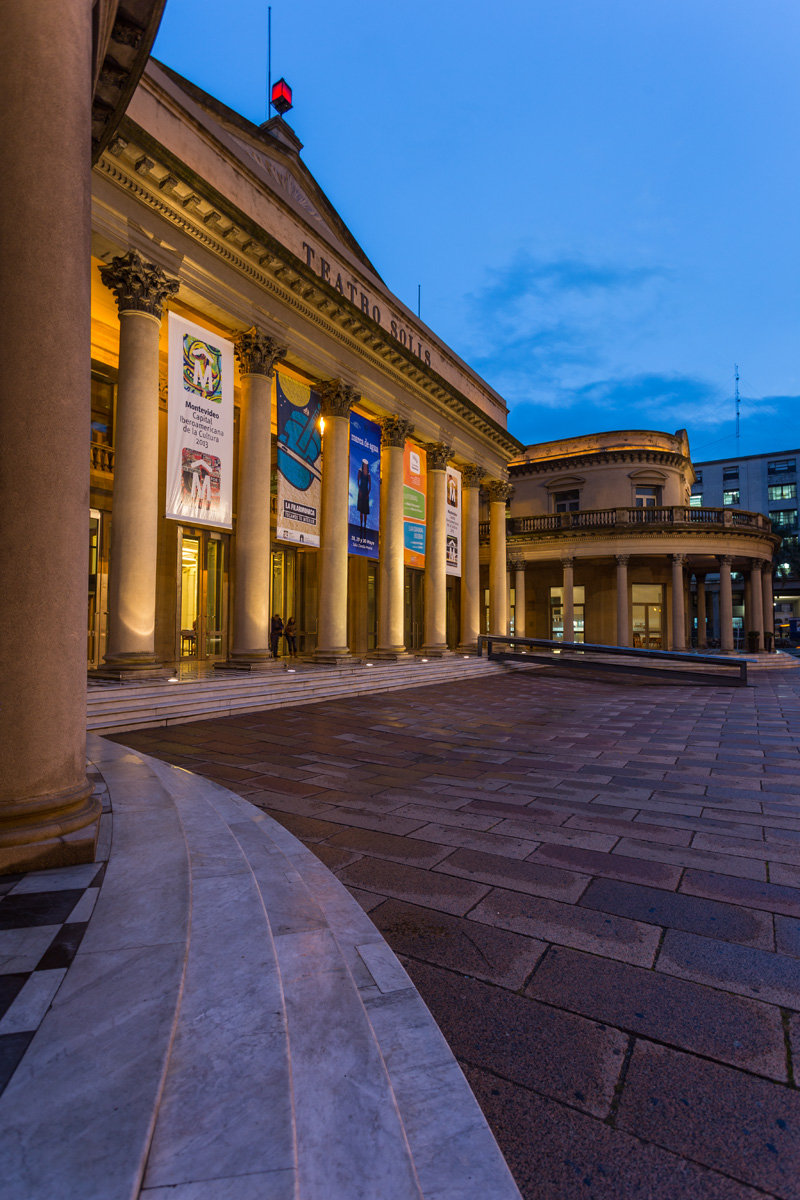
Colonnes de la façade.
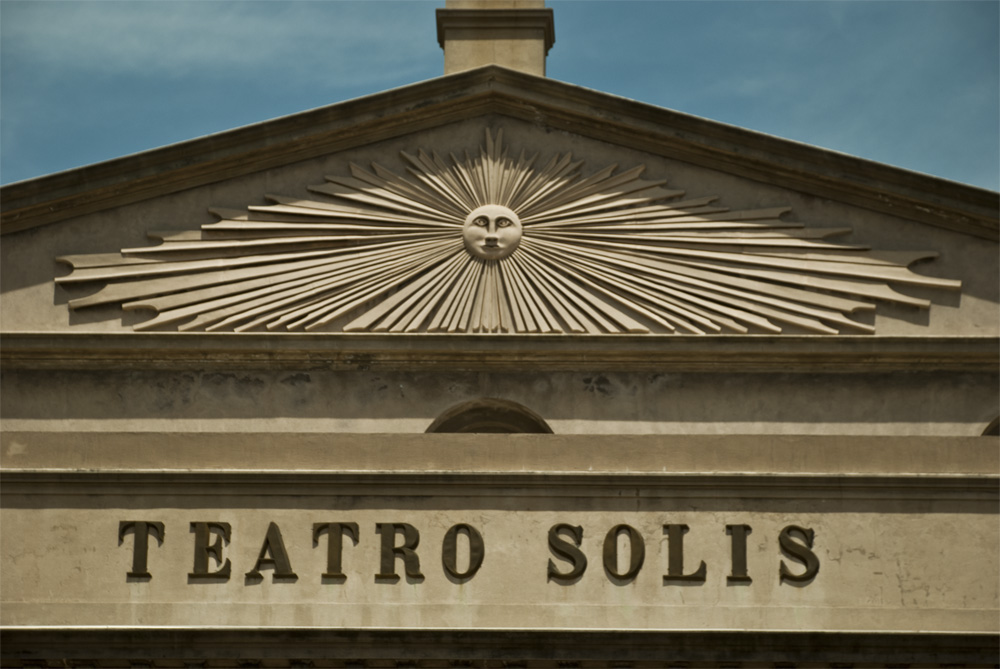
Détails du fronton.
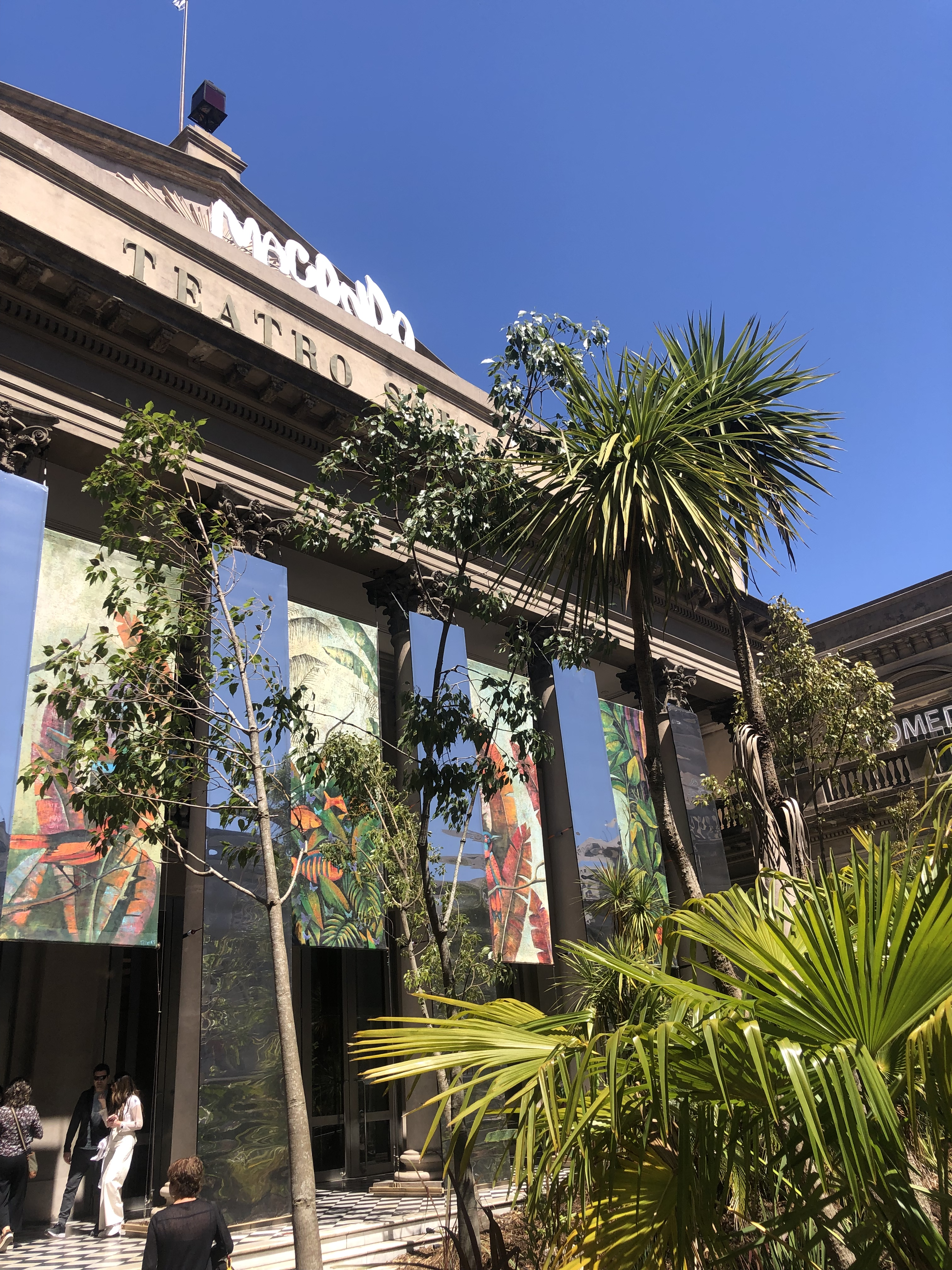
Hommage à Gabriel García Márquez (2023).